# 카리브어족
카리브어족은 남아메리카 원주민 언어들로 이루어진 어족 중 하나이다. 아마존강 하구에서 콜롬비아의 안데스산맥 지역에 걸친 남아메리카 북단에 널리 분포하며, 브라질 중부에도 분포한다. 카리브어족 언어 간의 관계는 비교적 가깝다. 방언과 언어를 가르는 기준에 따라 약 20~40개의 언어가 속한다. 대부분의 언어는 생존해 있지만 화자 수가 수백 명뿐인 경우가 많고, 화자 수가 수천을 넘는 언어는 화자 수 3만 명인 마쿠시어가 유일하다. 카리브어족에 속하는 히슈카랴나어의 기본 어순은 OVS형인데, 이전에 이런 언어는 존재하지 않는다고 여겨져 왔다. 언어학계에서 카리브어족의 유명세는 어느 정도 여기에서 기인한다.

## 분류
카리브어족에 속하는 언어들은 서로 가까운 관계이며, 특정 언어가 보다 이질적으로 보이는 경우에도 계통적으로 관계가 멀기 때문이 아니라 이웃한 타 어족 언어로부터의 지역적 영향 때문인 경우가 많다. Kaufmann (2007)에 따르면, “오폰어, 유크파어, 피멘테이라어, 팔멜라어(그리고 어쩌면 파나레어)를 제외하면, 카리브어족 언어들은 음운적·어휘적으로 크게 다양하지 않다(그러나 예컨대 로망스어군보다는 더 다양하다).”

### 전통적 분류
2000년 전후로 대부분의 카리브어족 언어에 관해 충분한 양의 자료가 수집되었다. 그보다 이전의 분류(그에 의존하는 Kaufman (2007) 포함)는 신뢰도가 떨어진다. 다음은 그러한 여러 분류 체계 중 하나로, 카리브어족을 7개의 분기군으로 나눈다. 전통적인 ‘북부’와 ‘남부’의 지리적 구분에서 어느족에 속하는지를 언어 이름 뒤에 ‘N’ 또는 ‘S’로 표시하였다.
- 갈리비어 [칼리나족] (N)
- 기아나 카리브어파(타라노아어파):
  - 트리오어파: 티리요어–아쿠리요어, 살루마어 (N), 카리호나어–히아나코토어 (S)
  - 카슈야나어파: 시키아나어 (N), 카슈이아나어 [와리키아나족](†) (S)
  - 와이와이어파: 히슈카랴나어 (S), 와이와이어 (N)
Kaufman은 각 하위 어파를 독립된 분기군으로 취급한다.
- 북아마존 카리브어파:
  - 야와페리어파: 아트루아히어 [아트로와리족, 와이미리족] (N)
  - 페몽어파: 마쿠시어–페몬어 [아레쿠나족], 아카와이오어–파타모나어 (= 카퐁어, 잉가리코어) (N)
  - 파라빌랴나어파: 파위시아나어(†)
Kaufman은 각 하위 어파를 독립된 분기군으로 취급하며, 푸로코토어(†)를 페몽어파에 추가하고, 보아나리어(†)를 아트루아히어파에, 파라빌랴나어(†)와 사파라어(†)를 파위시아나어파에 더한다.
- 중앙 카리브어파:
  - 와야나어–아팔라이어 (N)
  - 마키리타리어 [데콰나족] (S)
  - 마포요어–야바라나어–페모노어 (N)
Kaufman은 차이마어 [쿠마나족], 아라카후어(†)를 와야나어파에 더하고 야오어(†), 티베리코토어(†), 와후마라어(†)를 마키리타리어파에 더한다.
타마나쿠어는 마포요어와 가까운 관계이다.
- 남아마존 카리브어파:
  - 바카이리어파: 바카이리어, 쿠이쿠로어 [칼라팔로족, 아모나프족], 마티푸히어 [나후콰족](†) (S)
  - 아라라어파: 치캉어 [이크펭족, 치카온족], 아라라어 [파라족] (N)
Kaufman은 사어인 후마어(†), 아피아카아핑기어(†), 야루마어(†)를 아라라어파에 추가한다.
- 유크파어파:
  - 야프레리아어 (N)
  - 유크파어 (N)
  - 코야이마어 (N) (†)
- 파나레어 (N)
- 오폰어 [오폰·카라레족] (†)

미분류: 피멘테이라어(†), 팔멜라어(†).
페루 북부의 사어인 파타곤어는 카리브어족에 속했던 것으로 보이며, 카리호나어와 가까운 관계였을 가능성이 있다. 야오어는 자료가 매우 빈약하여, Gildea는 분류가 불가능할 것이라고 생각한다.

### Gildea (2012)
Gildea (2012)가 쓰일 때까지는 최신 자료에 기반해 카리브어족 언어들을 완전히 새로 분류할 시간이 충분하지 않았다. 따라서 아래 목록은 위의 분류보다 개선되었기는 하되 여전히 잠정적인 것으로 받아들여야 한다. 가장 확고한 분기군을 앞쪽에 놓았으며, 사멸한 언어 중 두 개만이 분류에 포함되었다.
- 파루코토어파
  - 카추야나어 (시쿠야나어, 와리키아나어(†))
  - 와이와이어군: 와이와이어 (와부이어, 투나야나어), 히슈카랴나어
- 페코디아어파
  - 바카이리어 (쿠이쿠로어를 포함하는 것으로 보임)
  - 아라라어군: 아라라어 (파리리어), 이크펭어 (치캉어)
- 베네수엘라 카리브어파
  - 페몽·파나레어군
    - 페몽어군: 카퐁어 (아카와이오어, 파타무나어, 잉가리코어), 마쿠시어, 페몬어 (타우레팡어, 카마라코토어, 아레쿠나어)
    - 파나레어

  - 마포요·타마나쿠어군
    - 쿠마나어 (파이마어, 쿠마나고타어)(†)
    - 마포요·야와라나어 (마포요어, 와나이어, 야와라나어, 페모노어)
    - 타마나쿠어(†)
- 나후콰어파: 쿠이쿠로어, 칼라팔로어
- 기아나 카리브어파
  - 카리냐어 (카리브어, 칼리냐어, 카리냐어, 갈리비어)
  - 마키리타레어 (데콰나어, 마이옹공어, 예콰나어)
  - 타라노아어군
    - 티리요어군: 아쿠리요어, 티리요어, 트리오어
    - 카리호나어

  - 와야나어

미분류:
아팔라이어
와이미리 아트로아리어
유크파어군: 유크파어, 하프레리아어

## 타 어족과의 관계
카리브어족은 제어족 및 투피어족과 몇몇 불규칙 굴절형을 공유하며, Ribeiro는 이 모두를 제·투피·카리브어족이라는 하나의 어족으로 묶는다. Meira, Gildea, & Hoff (2010)는 투피제어와 카리브제어의 몇몇 형태소가 동근일 가능성이 있지만, 현재까지의 연구로는 분명한 결론을 내릴 수 없다고 평가했다.

## 같이 보기
- 아라와크어족
- 가리푸나어